# Globophiline
Globophiline is een geslacht van weekdieren uit de klasse van de Gastropoda (slakken).

## Soorten
- Globophiline huanghenensis Lin & You, 1995
- Globophiline kawamurai Habe, 1958